# Доманжо, Василий Павлович
Василий Павлович Доманжо (29 апреля 1881 года, село Константиновка, Пензенская губерния, Российская империя — 9 сентября 1922 года, Иркутск, РСФСР) — русский юрист, профессор, магистрант римского права (1909), профессор кафедры гражданского права Пермского университета (1917–1918), профессор кафедры римского права и декан факультета общественных наук Иркутского университета (1918–1920), и.о. ректора  Иркутского университета (1920–1922).

## Биография
В 1900 году окончил Первую Казанскую гимназию.
В 1904 году окончил юридический факультет Казанского университета.
В 1904–1907 годах оставлен для приготовления к профессорскому званию по кафедре римского права Казанского университета.
В 1907–1917 годах преподаватель законоведения в Первой Казанской гимназии.
В 1909–1917 годах приват-доцент, в 1915–1917 одновременно старший ассистент кафедры римского права Казанского университета.
В 1917–1918 годах профессор кафедры гражданского права Пермского университета.
В 1918–1920 годах профессор кафедры римского права и декан факультета общественных наук Иркутского университета.
В 1920–1922 года и.о. ректора  Иркутского университета.

## Основные труды
- «Ответственность за вред, причинённый путём злоупотребления правом» (1913 — 1915);
- «Вопрос об ответственности за вред, причинённый при осуществлении права, в проекте нашего гражданского уложения» (1915);
- «К вопросу о вексельной давности» (1916);
- «История римского права. Лекции» (вып. 1, 1919).